# Cantonul Carpentras-Nord
Cantonul Carpentras-Nord este un canton din arondismentul Carpentras, departamentul Vaucluse, regiunea Provence-Alpes-Côte d'Azur, Franța.

## Comune
- Aubignan : 3 837 locuitori
- Caromb : 3 117 locuitori
- Carpentras : 13 985 locuitori (parțial, reședință)
- Loriol-du-Comtat : 1 871 locuitori
- Saint-Hippolyte-le-Graveyron : 179 locuitori
- Sarrians : 5 459 locuitori